# Renato (cantante)
Leonardo Renato Aulder (Ciudad de Panamá, Panamá, 14 de noviembre de 1961), conocido artísticamente como Renato, es un cantante de reggae en español y plena panameña. Es conocido, sobre todo, por su canción «La chica de los ojos café».
Era padre del también cantante El Kid, fallecido en 2011. Renato ha sido un intérprete importante de reggae de Panamá, junto con Nando Boom, Japanese, Calito Soul, El General y Chicho Man.

## Biografía
Renato nació en la Ciudad de Panamá. Desde pequeño le gustaba cantar reggae en su pequeño barrio en donde grabó varios  discos, entre ellos, el conocido «La chica de los ojos café».
Comenzó su carrera musical en la década de los 80s, como cantante de rock & roll, pero luego comenzó a interesarse por la música reggae, que lo llevó a convertirse en un cantante importante de la historia del reggae panameño. Creó el grupo Renato y sus 4 estrellas, donde una de esas estrellas era Edgardo Franco, conocido artísticamente como "El General".
En el año 1987 grabó «Lo que el Deni puede hacer». A finales del mismo año graba su éxito «La chica de los ojos café», siendo estas dos canciones las  más sobresalientes de su carrera. Posteriormente grabó «Soy el más sensual» en 1992. Las dos primeras canciones son consideradas como sus himnos identificativos.
En 2009 emprendió una gira por Nicaragua donde presentó sus temas más destacados. En ese mismo año, anunció al periódico panameño El Siglo, poco después de la muerte de su hijo, que celebraría sus 29 años de  carrera musical en el Ultra Stage de la discoteca People en la calle Uruguay. En esta celebración participaron compañeros y amigos como Apache Ness, Toby King, Tony Bull, entre otros.

### Muerte de "El Kid"
El 20 de marzo de 2011, su hijo, el también cantante Leonardo Renato Alvarado, conocido artísticamente como "El Kid", fue asesinado en el edificio Centenario, El Marañón, Calidonia, en el centro de la ciudad de Panamá.

## Discografía
- 1988: Que locura...reggae y algo más
- 1992: Picante
- 1995: Cuba Libre
- 1996: Raps Up